# Casares de las Hurdes

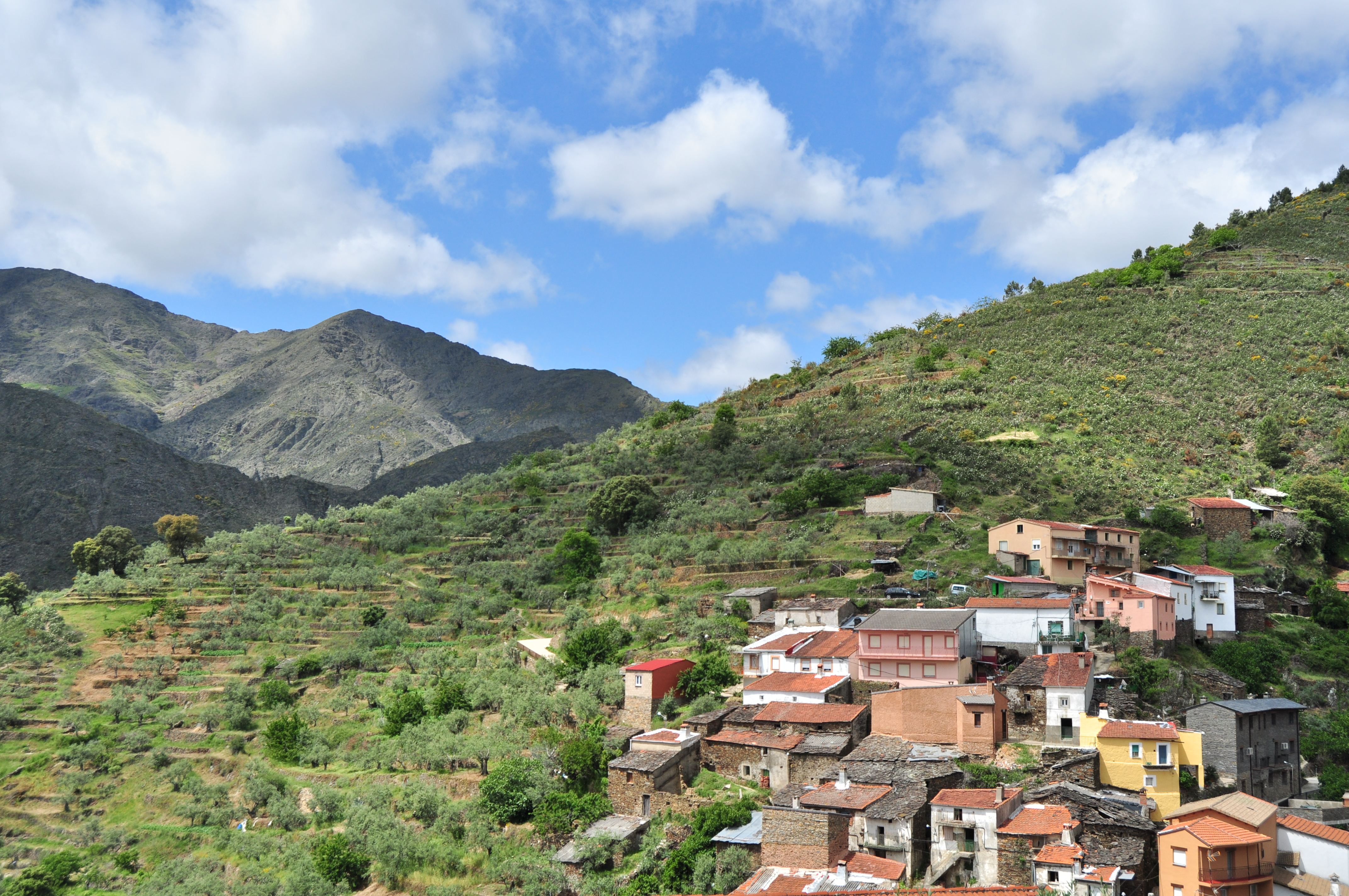
Weiler Huetre

Casares de las Hurdes ist ein westspanischer Ort und eine Gemeinde (municipio) mit nur noch 369 Einwohnern (Stand: 2024) im Norden der Provinz Cáceres in der Autonomen Gemeinschaft Extremadura. Zur Gemeinde gehören auch die Weiler (pedanías) Carabusino, Casarrubia, Heras, Huetre und Robledo.

## Lage
Die Gemeinde Casares de las Hurdes liegt knapp 150 km (Fahrtstrecke) nördlich der Provinzhauptstadt Cáceres nahe der Grenze zur Provinz Salamanca in der Nachbarregion Kastilien-León in den südlichen Ausläufern des Iberischen Gebirges (Sierra de las Hurdes) in einer Höhe von ca. 700 bis 1110 m. Wegen der Höhenlage ist das Klima eher gemäßigt, Regen (ca. 550 mm/Jahr) fällt hauptsächlich im Winterhalbjahr.

## Bevölkerungsentwicklung
| Jahr      | 1857 | 1900 | 1950 | 2000 | 2021 |
| Einwohner | 372  | 381  | 922  | 728  | 383  |

Der deutliche Bevölkerungsrückgang seit den 1950er Jahren ist im Wesentlichen auf die Aufgabe von bäuerlichen Kleinstbetrieben und den damit einhergehenden Verlust an Arbeitsplätzen zurückzuführen.

## Wirtschaft
Die Gegend diente den Menschen seit der Antike als sommerliches Weidegebiet für ihre Schaf- und Ziegenherden (siehe Transhumanz). Nach Beginn der Sesshaftigkeit begann man mit dem Anbau von Oliven, Weinreben und Feigen; später kamen andere Obstsorten (Äpfel, Kirschen etc.) hinzu. Der Anbau von Gerste und anderen Feldfrüchten diente in früheren Jahrhunderten vorwiegend der Selbstversorgung. Wichtigste Handelswaren waren Holzkohle, Schinken und Würste sowie Käse und Honig. Heute ist die wichtigste Einnahmequelle der Gemeinde der Tourismus in Form der Vermietung von Ferienhäusern (casas rurales).

## Geschichte
Bei den Weilern Huetre und Casarrubia finden sich Felszeichnungen (Petroglyphen). Jungsteinzeitliche Jäger und Sammler durchstreiften das Gebiet, das später weder von Kelten, Römern und Westgoten noch von den Mauren beachtet wurde. Die ersten dauerhaften Siedlungen entstanden wohl erst im Hochmittelalter, doch gab es zu dieser Zeit weder steinerne Kirchen noch Kapellen. Um das Jahr 1840 schlossen sich mehrere Weiler zu einer Gemeinde zusammen. Im Jahr 1922 besuchte der spanische König Alfons XIII. die Region Las Hurdes; er verweilte mehrere Tage in Casares.

## Sehenswürdigkeiten
- Die im 18. Jahrhundert erbaute örtliche Pfarrkirche (Iglesia del Santísimo Sacramento) gehört zum Bistum Coria. Der zur Kirche gehörende freistehende Glockengiebel (espadaña) gehört jedoch dem Dorf und steht etliche Meter abseits in einer Seitengasse.[5]

Umgebung
- Im Weiler Carabusino sind noch mehrere Feldsteinmauern zu sehen, die zur Befestigung kleiner Terrassenfelder dienten.
- Im Weiler Huetre haben sich mehrere Gebäude aus Feldsteinen erhalten. Einige dienten ehemals zu Wohnzwecken und wurden später als Viehställe genutzt.